# Auray communauté
Auray Communauté est une ancienne communauté de communes française, située dans le département du Morbihan, en région Bretagne.

## Histoire
La Communauté de communes du pays d'Auray a été créée en décembre 2002.
En juin 2009, l'intercommunalité modifie son nom ainsi que son identité visuelle, devenant Auray Communauté.
La communauté de communes a été dissoute le 31 décembre 2013 et ses communes membres ont rejoint Auray Quiberon Terre Atlantique.

### Géographie

Localisation d'Auray communauté dans le département du Morbihan.

## Territoire communautaire

### Composition
La communauté de communes du pays d'Auray regroupait dix communes : 
| Nom                 | Code Insee | Gentilé      | Superficie (km2) | Population (dernière pop. légale) | Densité (hab./km2) |
| ------------------- | ---------- | ------------ | ---------------- | --------------------------------- | ------------------ |
| Auray (siège)       | 56007      | Alréens      | 6,91             | 13 397 (2014)                     | 1 939              |
| Brech               | 56023      | Brechois     | 40,86            | 6 688 (2014)                      | 164                |
| Camors              | 56031      | Camoriens    | 37,09            | 2 977 (2014)                      | 80                 |
| Landaul             | 56096      | Landaulais   | 17,35            | 2 244 (2014)                      | 129                |
| Landévant           | 56097      | Landévantais | 22,34            | 3 544 (2014)                      | 159                |
| Ploemel             | 56161      | Ploemelois   | 25,16            | 2 761 (2014)                      | 110                |
| Plumergat           | 56175      | Plumergatais | 41,94            | 3 945 (2014)                      | 94                 |
| Pluneret            | 56176      | Pluneretains | 26,20            | 5 361 (2014)                      | 205                |
| Pluvigner           | 56177      | Pluvignois   | 82,83            | 7 394 (2014)                      | 89                 |
| Sainte-Anne-d'Auray | 56263      | Saintannois  | 4,97             | 2 614 (2014)                      | 526                |

### Démographie
| 1968   | 1975   | 1982   | 1990   | 1999   | 2006   | 2008   | 2010   | 2011   |
| ------ | ------ | ------ | ------ | ------ | ------ | ------ | ------ | ------ |
| 27 077 | 29 362 | 31 209 | 34 136 | 36 860 | 43 981 | 46 219 | 47 558 | 48 427 |

| 2014   | - | - | - | - | - | - | - | - |
| ------ | - | - | - | - | - | - | - | - |
| 50 915 | - | - | - | - | - | - | - | - |

## Administration

### Siège
Le siège de la communauté de communes était à Brec'h, rue du Danemark.

### Liste des présidents
| Période       | Période       | Identité     | Étiquette   | Qualité |
| ------------- | ------------- | ------------ | ----------- | --- |
| décembre 2002 | avril 2008    | Jo Kergueris | UDF puis AC | Maire de Landévant (1971 → 2004) Conseiller général de Pluvigner (1979 → 2011) Président du conseil général (2004 → 2011) Sénateur du Morbihan (2001 → 2011) |
| avril 2008    | décembre 2013 | Michel Jalu  | UMP         | Maire de Plumergat (2001 → 2020) |